# Albatrellus ellisii
Albatrellus ellisii är en svampart som först beskrevs av Miles Joseph Berkeley, och fick sitt nu gällande namn av Zdeněk Pouzar 1966. Albatrellus ellisii ingår i släktet Albatrellus och familjen Albatrellaceae.   Inga underarter finns listade i Catalogue of Life.